# Уотсон, Крис
Джон Кристиан Уотсон (англ. John Christian Watson, фамилия при рождении Танк; 9 апреля 1867 — 18 ноября 1941), больше известен как Крис Уотсон — австралийский политический деятель, третий премьер-министр Австралии. Он стал первым премьер-министром от лейбористской партии не только в своей стране, но и во всем мире.

## Биография

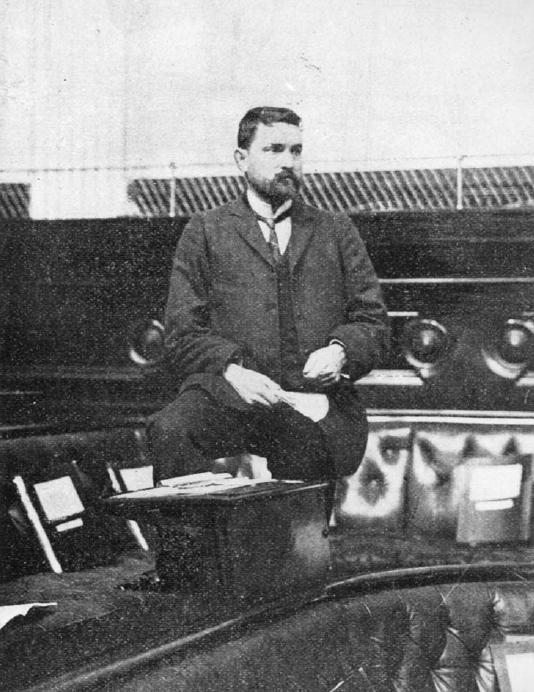
Крик Уотсон в Палате представителей Австралии (1902)

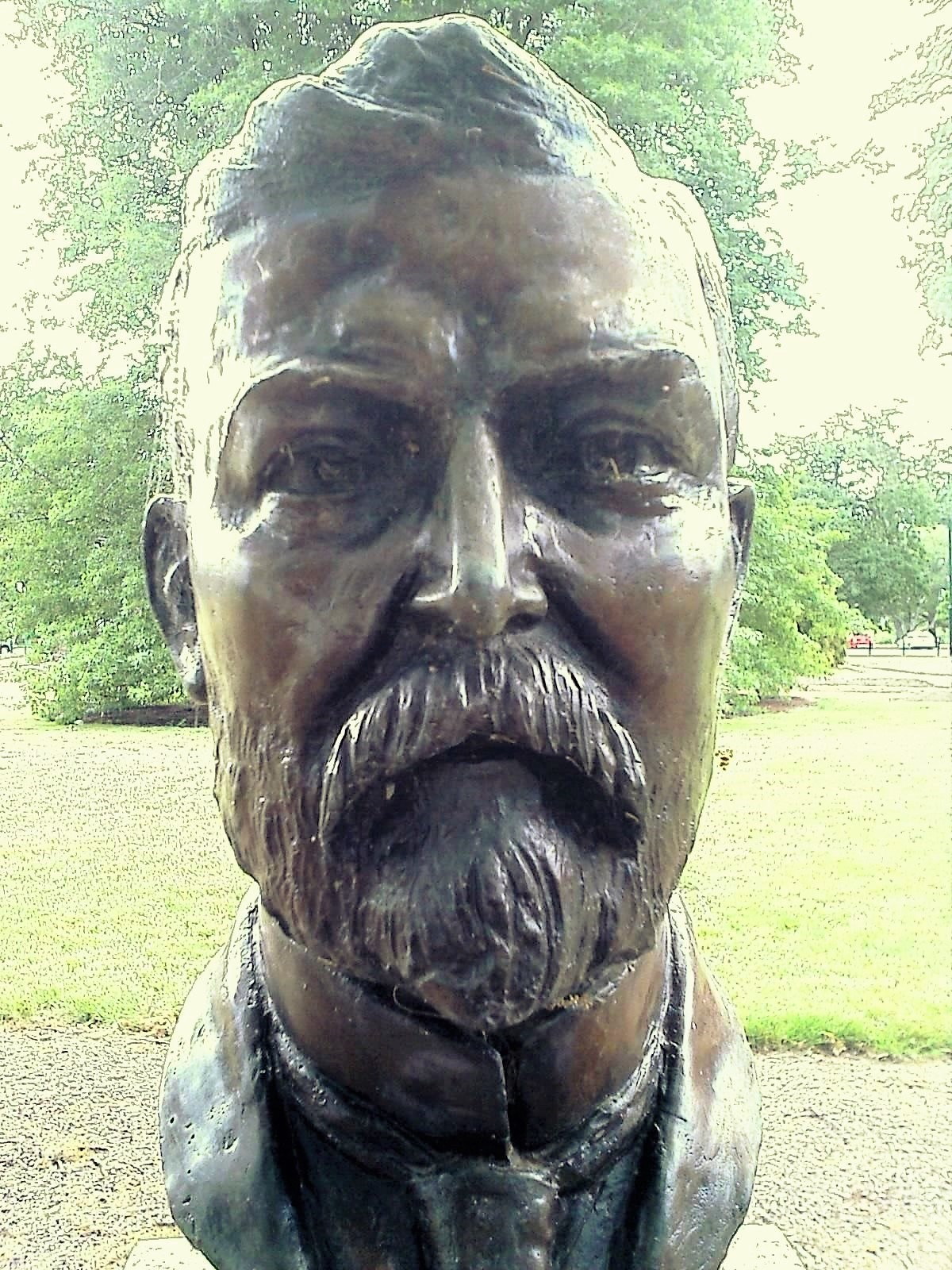
Бюст Криса Уотсона в Балларатском ботаническом саду

Сын чилийского немца и новозеландки, однако до самой смерти считался сыном второго мужа матери. Вовлечённый в профсоюзное движение, он в 1891 году был в числе учредителей Лейбористской партии Нового Южного Уэльса. Попал в законодательное собрание штата в 1894 году. Был избран в Палату представителей на первых федеральных выборах в мае 1901 года. По итогам закрытого совещания партия лейбористов решила выдвинуть кандидатуру Уотсона на должность парламентарного лидера 8 марта 1901, как раз ко времени первого заседания парламента.
С 27 апреля 1904 по 17 августа 1904 занимал посты премьер-министра и казначея. Его срок в качестве премьер-министра был достаточно коротким, всего 4 месяца, но его партия смогла сохранить баланс сил, поддержав законопроект партии протекционистов в обмен на послабления, необходимые для укрепления политической платформы лейбористов. С 18 августа 1904 по 5 июля 1905 — лидер оппозиции Австралии.
Из-за проблем со здоровьем жены Уотсон ушёл в отставку с поста руководителя партии в 1907 году, передав его Эндрю Фишеру. Тем временем, популярность партии продолжала расти, и на выборах 1910 года лейбористы собрали уже без малого 50% голосов. Уотсон продолжал помогать партии, возглавляя её издательство. Однако после раскола Лейбористской партии 1916 года по вопросу о войне и призыву Уотсон покинул её ряды и вместе с остальными участниками Национальной лейбористской партии влился в правую Националистскую партию. В конечном итоге, он оставил политику и занялся бизнесом.
По словам Персиваля Серле, австралийского биографа, Уотсон «оставил куда больший след в своё время, чем может показаться. Для своей партии он явился в самый подходящий момент, и нет ничего более полезного, чем искренность, вежливость и выдержка, которую он проявлял, будучи партийным лидером».